# Louis Heijermans

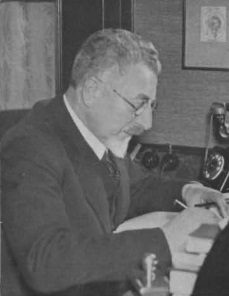
Louis Heijermans

Louis Heijermans (* 22. Dezember 1873 in Rotterdam; † 22. Juli 1938 in Amsterdam) war ein niederländischer Sozialmediziner. Mit seiner vielfältigen publizistischen Tätigkeit trug er zur Popularisierung seine Faches in den Niederlanden bei.

## Familie
Heijermans war das zehnte von elf Kindern des Journalisten Herman Heijermans Sr. und der Mathilde geb. Moses Spiers. Zu seinen Geschwistern gehörten die Malerin Marie de Roode-Heijermans, der Schriftsteller Herman Heijermans und die Pädagogin Ida Heijermans. Die Familie wird als liberal jüdisch und kunstinteressiert beschrieben.

## Leben
Heijermans absolvierte in Rotterdam die Hoogere Burger School und studierte danach an der Universiteit van Amsterdam Medizin. Während des Studiums teilte er die Wohnung mit seinem älteren Bruder Herman. Nach dem Abschluss 1899 assistierte er zunächst am Nederlandsch Israëlitisch Ziekenhuis und ließ sich bald in Watergraafsmeer (heute zu Amsterdam) nieder. Hier öffneten ihm Vergiftungen im Zusammenhang mit einem neuen Gaswerk den Blick zu volksgesundheitlichen Themen. 1900 heiratete er Johanna Bastiana Filarski, mit der er vier Kinder bekommen sollte, darunter Herman Louis Heijermans (1905–1978), der Vater von Hubertine Heijermans. 1902 wurde er als Gemeindearzt in Amsterdam angestellt, was mit einer Residenzpflicht verbunden war. Den Großteil seiner Tätigkeit nahm die Versorgung prekärer, unversicherter Patienten in den Quartieren Oosterparkbuurt und Dapperbuurt in Amsterdam-Oost. Seine Erfahrungen bestärkten ihn in der Einschätzung, dass die vorherrschenden Gesundheitsprobleme nicht alleine medizinisch in den Griff kriegen ließen, sondern auch Wohnung und Ernährung einbezogen werden mussten. Besonders deutlich war dies bei der Tuberkulose, die zu der Zeit noch eine Volkskrankheit war.
Heijermans war Favorit für einen arbeitsmedizinischen Lehrstuhl an der TU Delft, der jedoch letzten Endes nicht eingerichtet wurde. 1919 wurde er Direktor des medizinischen Dienstes für Amsterdam, der unter seiner Federführung mit dem Gesundheitsamt zusammengelegt wurde. Heijermans verschob den Schwerpunkt seiner Organisation von der Gesundheitsversorgung benachteiligter Bevölkerungsgruppen zu Prävention: Er richtete ein Statistikbüro und eine Mütterbetreuung ein, öffnete Zweigstellen in der ganzen Stadt, um für die Klienten kurze Wege zu gewährleisten, stellte erstmals Hebammen und Schulärzte ein und errichtete am Zeeburgerdijk eine Quarantänestation.
Heijermans ging mit Ende 1937 in Pension und starb 1938 durch Krankheit.

## Werk
Heijermans verlieh seinen sozialmedizinischen Forderungen durch ein reiches publizistisches Wirken in Buch und Presse Nachdruck. Als wichtigstes Werk gilt Handleiding tot de kennis der beroepsziekten (Handbuch der Berufskrankheiten, 1908). In den Zweibänder waren seine Erfahrungen aus zahlreichen Exkursionen und Inspektionen eingeflossen und es enthielt 160 Fotografien von Krankheitsbildern sowie von Arbeitsplätzen. Überdies übersetzte er Logan Clendenings The Human Body und übersetzte und überarbeitete Fritz Kahns Unser Geschlechtsleben für den niederländischen Markt, wo das Buch bis 1980 31 Auflagen erlebte.

## Standpunkte
Heijermans behauptete, ihn interessiere die Masse mehr, als das Individuum. Er sprach sich gegen die Strafbarkeit der Homosexualität aus, missbilligte es jedoch, sich der Fortpflanzung zu entziehen. Familienplanung lehnte er nicht ab, sah jedoch bei vier Kindern (wie er sie hatte) ein gesundes Mittelmaß. Er sprach sich nachdrücklich gegen Schwangerschaftsabbrüche aus.

## Belege
1. 1 2 3 4 5  HEIJERMANS, Louis – BWSA. In: Biografisch Woordenboek van het Socialisme en de Arbeidersbeweging in Nederland. Abgerufen am 22. Februar 2022 (niederländisch).
2. 1 2 3 4  Heijermans, Louis. In: Persoonlijkheden in het Koninkrijk der Nederlanden in woord en beeld. S. 654–655, abgerufen am 22. Februar 2022 (niederländisch).
3. ↑  Herman Heijermans Biografie. In: bibliotheek.nl. Abgerufen am 22. Februar 2022 (niederländisch).
4. ↑  KB-catalogus. In: opc-kb.oclc.org. Abgerufen am 22. Februar 2022 (niederländisch).

| Personendaten    | Personendaten                    |
| ---------------- | -------------------------------- |
| NAME             | Heijermans, Louis                |
| KURZBESCHREIBUNG | niederländischer Sozialmediziner |
| GEBURTSDATUM     | 22. Dezember 1873                |
| GEBURTSORT       | Rotterdam                        |
| STERBEDATUM      | 22. Juli 1938                    |
| STERBEORT        | Amsterdam                        |